# Lista de generais da Guerra Civil Portuguesa (Miguelistas)
Esta é uma lista por ordem alfabética dos generais miguelistas:

## A
| Retrato | Nome                            | Posto   | Notas |
| ------- | ------------------------------- | ------- | ----- |
|         | António de Sousa Castelo Branco | Capitão | 1–1   |

## B
| Retrato | Nome                                        | Posto   | Notas |
| ------- | ------------------------------------------- | ------- | ----- |
|         | Louis Auguste Victor de Ghaisne de Bourmont | General | 1–1   |

## F
| Retrato | Nome                                     | Posto | Notas |
| ------- | ---------------------------------------- | ----- | ----- |
|         | Francisco de Paula Vieira da Silva Tovar |       | 1–1   |

## G
| Retrato | Nome                                                                 | Posto      | Notas |
| ------- | -------------------------------------------------------------------- | ---------- | ----- |
|         | Gaspar Teixeira de Magalhães e Lacerda, 1º Visconde de Peso da Régua | Brigadeiro | 1–1   |

## J
| Retrato | Nome                          | Posto             | Notas                                                                                   |
| ------- | ----------------------------- | ----------------- | --------------------------------------------------------------------------------------- |
|         | João José de Santa Clara      |                   | 1–1 - Morto na Batalha de Almoster quando carregava o inimigo à frente das suas tropas. |
|         | José António de Azevedo Lemos | Marechal de campo | 1–1 - o.                                                                                |

## R
| Retrato | Nome | Posto   | Notas |
| ------- | --- | ------- | ----- |
|         | Rodrigo de Sousa Teixeira da Silva Alcoforado, 2º Visconde de Peso da Régua, 1º Visconde de Vila Pouca, 1º Conde de Vila Pouca | Coronel | 1–1   |
|         | Reginald MacDonell | General | 1–1   |